# 西班牙國家航空610號班機空難
西班牙國家航空610號班機是由西班牙馬德里巴拉哈斯機場飛往畢爾包機場的定期航班。1985年2月19日，1架波音727客機執行航班，但客機在比斯開省撞上了奧茲山山頂的電視天線，同時造成客機失去左側機翼，隨即向左滾轉墜毀在峽谷爆炸，造成機上148人全部罹難，無人生還。也是西班牙當時最多人罹難的空難事故。